# Новосибирский лазер на свободных электронах
Новосибирский лазер на свободных электронах (ЛСЭ) — крупная установка для исследований в различных научных областях. Одна из основных пользовательских установок «Сибирского центра синхротронного и терагерцового излучения», расположенного в Академгородке Новосибирска.

## История
В 2003 году была завершена первая очередь установки — запущен лазер терагерцевого диапазона, работающий на энергии 12 МэВ и длине волн 220-90 микрон. В 2009 году был задействован второй лазер, использующий электронные пучки с энергией 22 МэВ, излучение этого лазера находится в инфракрасном диапазоне (длина волн — 80-35 микрон). Ввод третьего лазера завершён в 2015 году, он действует на энергии 40 МэВ в диапазоне 5-15 микрон.

## Описание
Частота излучения ЛСЭ может меняться в широких пределах терагерцового и инфракрасного областях спектра. Источником электронов в лазере служит многооборотный ускоритель с рекуперацией энергии, имеющий пять прямолинейных промежутков, три из которых оснащены лазерами на свободных электронах, функционирующими в разных диапазонах длин волн (для первого — 90–240 мкм, для второго — 37–80 мкм, для третьего — 5–20 мкм).

## Исследования
Лазер на свободных электронах используют для экспериментов в области биологии, медицины, физики, химии, материаловедения. Он позволяет исследовать возможность манипулирования намагниченностью мономолекулярных магнитов, с помощью него проводятся эксперименты с поглощением терагерцевого излучения в водных парах, изучается воздействие терагерцового излучения на биоорганизмы.

### Биологические эксперименты

#### Облучение нейронов
При помощи ЛСЭ проводилось исследование по влиянию терагерцового излучения на живые клетки. Эксперимент проводил Александр Савельевич Ратушняк из Института вычислительных технологий СО РАН. Учёный фокусировал терагерцовое излучение на нейронах. Обычно данные клетки после извлечения их из организма и помещения в питательную среду начинают двигаться и объединяться в группы, создавая новую нейронную сеть, при этом у них возникают специальные отростки. Однако при воздействии терагерцовым излучением они какой-то период находились в неподвижном состоянии, а затем вместо отростков появились нетипичные для нейронов «щупальца». Кроме того, они стремились покинуть зону облучения.

#### Воздействие на мышечные ткани
Научные сотрудники из Института химической кинетики и горения, Института ядерной физики и НГМУ исследовали с помощью ЛСЭ влияние сфокусированного терагерцового излучения высокой мощности на мышечные ткани коровы и крысы, в результате облучения возникли специфические повреждения. Подобный эксперимент, проведённый на широко применяемом в медицине CO2-лазере, показал, что периодические повреждения мышечных волокон присущи лишь образцам, которые были облучены на ЛСЭ, в то время как CO2-лазер не дал аналогичных результатов.

### Мономолекулярные магниты
Лазер на свободных электронах используется Международным томографическим центром СО РАН для исследования мономолекулярных магнитов, в будущем их планируют применять в обеспечении сверхвысокой плотности информационной записи на носитель. Результаты этих исследований были опубликованы в «Journal of Magnetic Resonance».

## Вредное воздействие на здоровье человека
В процессе работы с ЛСЭ у одного из научных работников на руке возникла миогенная контрактура. Поскольку терагерцовое излучение не видимо, о нём можно узнать только по наличию тепла. Сотрудник постоянно проверял присутствие луча рукой, в результате чего получил повреждение. Впрочем, через некоторое время функционирование верхней конечности было восстановлено.